# Fregata typu 065
Typ 065 (v kódu NATO: třída Jiangnan) byla třída fregat Námořnictva Čínské lidové osvobozenecké armády. Plavidla vycházela ze sovětské třídy Riga. Všechna již byla vyřazena.

## Pozadí vzniku
Kořeny této třídy sahají až k prvním čínským fregatám typu 01 (v kódu NATO Čcheng-tu), které byly variantou sovětského projektu 50 (v kódu NATO Riga). Po ochlazení vztahů mezi ČLR a SSSR se Čína rozhodla pokračovat ve stavbě fregat vlastní silou právě na základě sovětské třídy Riga. Proto na ni Čína navázala upraveným typem 065, vyvíjeným od roku 1962. Nejzásadnější odlišností byl pohonný systém tvořený dvěma diesely namísto výrobně obtížných vysokotlakých kotlů, kterými byla vybavena třídy Riga. Toto řešení se natolik osvědčilo, že je v čínském námořnictvu používáno dodnes. Celkem bylo postaveno pět jednotek této třídy, pojmenovaných Sia-kuan, Nan-čchung, Kchaj-jüan, Tung-čchuan a Chaj-kchou. Jejich stavba byla zahájena v letech 1965–1967 a dokončeny byly v letech 1967 a 1969.
Jednotky typu 065:
| Jméno                                | Založení kýlu     | Spuštění          | Vstup do služby  | Status                   |
| ------------------------------------ | ----------------- | ----------------- | ---------------- | ------------------------ |
| Sia-kuan (501, ex-231)               | 1. listopadu 1965 | 3. prosince 1966  | 12. června 1967  | Vyřazeny                 |
| Nan-čchung (502, ex-232)             | květen 1966       |                   | červen 1969      | Vyřazena 15. března 1995 |
| Kchaj-jüan (503, ex-233)             | květen 1966       |                   | červen 1969      | Vyřazeny                 |
| Tung-čchuan (504, ex-214)            | 1. srpna 1965     | 25. června 1966   | 2. prosince 1966 | Vyřazeny                 |
| Chaj-kchou (529, ex-Kuang-čou (209)) | 1. srpna 1964     | 25. prosince 1965 | 1. srpna 1966    | Vyřazena 1993            |

## Konstrukce
Hlavňovou výzbroj plavidel tvořily tři 100mm kanóny v jednodělových dělových věžích (kopie manuálně nabíjeného sovětského typu B-34), čtyři 37mm dvojkanóny typu 076 (kopie sovětského typu V-11) a čtyři 14,5mm kulomety. K ničení ponorek sloužily dva vrhače raketových hlubinných pum RBU-1200, čtyři vrhače a dvě skluzavky hlubinných pum. Pohonný systém tvořily dva diesely. Lodní šrouby byly dva.